# Ігріш
Ігріш (рум. Igriș) — село у повіті Тіміш в Румунії. Входить до складу комуни Синпетру-Маре.
Село розташоване на відстані 455 км на північний захід від Бухареста, 52 км на північний захід від Тімішоари.

## Населення
За даними перепису населення 2002 року у селі проживали 1202 особи.
Національний склад населення села:
| Національність | Кількість осіб | Відсоток |
| -------------- | -------------- | -------- |
| румуни         | 960            | 79,9%    |
| цигани         | 232            | 19,3%    |
| угорці         | 6              | 0,5%     |

Рідною мовою назвали:
| Мова      | Кількість осіб | Відсоток |
| --------- | -------------- | -------- |
| румунська | 1186           | 98,7%    |
| угорська  | 6              | 0,5%     |
| циганська | 6              | 0,5%     |